# Consiliul regional Menashe
Consiliul regional Menashe (în ebraică מועצה אזורית מנשה, Mo'atza Azorit Menasheh) este un consiliu regional din apropierea orașului Hadera, pe câmpia de coastă nord-centrală a Israelului din sudul districtului Haifa. Este numit după tribul lui Manase care a fost alocat în această regiune (și un teritoriu mult mai mare în jur) în conformitate cu Cartea lui Iosua (17:1-10).

## Lista localităților
Acest consiliu regional oferă diverse servicii municipale pentru cele 21 de comunități de pe teritoriul său:
| Kibuțuri - Barkai - Ein Shemer - Gan Shmuel - Kfar Glikson - Lahavot Haviva - Magal - Ma'anit - Metzer - Mishmarot - Regavim | Moșavuri - Ein Iron - Gan HaShomron - Kfar Pines - Maor - Mei Ami - Sde Yitzhak - Talmei Elazar | Sate arabe - al-Arian - Meiser - Umm al-Qutuf | Alte sate - Alonei Yitzhak - Sha'ar Menashe |